# Giordano Ronci
Giordano Ronci (Roma, 12 ottobre 1992) è un ex sciatore alpino italiano.

## Biografia
Ha iniziato a partecipare a gare FIS nel novembre del 2007 e ha esordito in Coppa Europa il 2 marzo 2010 a Sarentino in discesa libera (89º). Nel 2012 è stato convocato per i Mondiali juniores che si sono disputati a Roccaraso, dove ha vinto la medaglia d'argento nella gara a squadre assieme a Karoline Pichler, Nicole Agnelli e Alex Zingerle. Dal maggio dello stesso anno ha fatto parte del Centro Sportivo Esercito. Inserito nella squadra B della nazionale, il 6 gennaio 2013 ha esordito in Coppa del Mondo a Zagabria Sljeme, senza qualificarsi per la seconda manche dello slalom speciale in programma. L'11 febbraio 2014 ha colto  a Oberjoch nella medesima specialità l'unica vittoria, nonché unico podio, in Coppa Europa.
Ha preso per l'ultima volta il via in Coppa del Mondo il 10 marzo 2019 a Kranjska Gora in slalom speciale, senza qualificarsi per la seconda manche (non ha portato a termine nessuna delle 22 gare nel massimo circuito cui ha preso parte), e la sua ultima gara in carriera è stata uno slalom speciale FIS disputato il 4 dicembre 2020 a Plan, non completato da Ronci; ha annunciato il ritiro al termine di quella stessa stagione 2020-2021. Non ha preso parte a rassegne olimpiche o iridate.

## Palmarès

### Mondiali juniores
- 1 medaglia:
  - 1 argento (gara a squadre a Roccaraso 2012)

### Coppa Europa
- Miglior piazzamento in classifica generale: 16º nel 2014
- 1 podio:
  - 1 vittoria

#### Coppa Europa - vittorie
| Data             | Località | Paese    | Specialità |
| ---------------- | -------- | -------- | ---------- |
| 11 febbraio 2014 | Oberjoch | Germania | SL         |

Legenda:

### Campionati italiani
- 1 medaglia[2]:
  - 1 bronzo (slalom speciale nel 2013)